# فورت اسکات (کانزاس)
فورت اسکات (به انگلیسی: Fort Scott) شهری در ایالت کانزاس کشور ایالات متحده آمریکا است که جمعیت آن در سرشماری سال ۲۰۱۰ میلادی، ۸٬۰۸۷ نفر بوده‌است.